# Ozyptila clavidorsa
Ozyptila clavidorsa är en spindelart som beskrevs av Roewer 1959. Ozyptila clavidorsa ingår i släktet Ozyptila och familjen krabbspindlar.
Artens utbredningsområde är Turkiet. Inga underarter finns listade i Catalogue of Life.